# Mavriq
Mavriq S.r.l. è una società di Moltiply Group, nonché il marchio istituzionale lanciato a marzo 2024 che raccoglie i brand del Gruppo attivi nella comparazione e intermediazione online di prodotti e servizi (segmento precedentemente noto come “Divisione Broking”).
Mavriq include 19 brand, principalmente siti internet di comparazione, attivi in Italia, Francia, Spagna, Messico, Olanda e Germania.

## Storia
Il 16 maggio 2024 Mavriq annuncia un accordo vincolante per l'acquisizione dell'80% di Pricewise Group BV, società che gestisce Pricewise.nl, portale di comparazione olandese.
Il 1 luglio 2024 Mavriq annuncia l'acquisizione dell'80% di Switcho S.r.l., piattaforma italiana che supporta gli italiani a risparmiare su utenze luce, gas, telefonia e assicurazioni, con un modello di business completamente digitale.
Nel marzo 2025, Mavriq ha acquisito Verivox, per un valore di 231,5 milioni di euro, consolidando la sua presenza nel settore della comparazione online e rafforzando la sua strategia di espansione nel mercato tedesco.